# Trigonoscuta
Trigonoscuta là một chi bọ cánh cứng trong họ Curculionidae. Nó gồm các loài:
- Trigonoscuta rossi
- Trigonoscuta yorbalindae